# Nicolae Muntean
Nicolae Munteanu (n. 22 noiembrie 1869 - d. 1951) a fost un deputat în Marea Adunare Națională de la Alba Iulia, organismul legislativ reprezentativ al „tuturor românilor din Transilvania, Banat și Țara Ungurească”, cel care a adoptat hotărârea privind Unirea Transilvaniei cu România, la 1 decembrie 1918.

## Biografie
Nicolae Munteanu s-a născut la  22 noiembrie 1869 la Cugir, județul Hunedoara, din părinții Avram G. Munteanu si Sofia Mihai, provenind dintr-o familie de țărani. A terminat școala granitareasca si in 1889 a terminat liceul teologic din Blaj. In 1897 este numit preot de religie in orasul Deva la catedrele liceului, școlii normale și scolii medii de fete. În 1898 se căsătorește și este hirotonit ca preot român unit la Deva. În 1902 este numit preot paroh la Graniste si protopop al Ulpia Traiana. În 1916 este arestat și trimis în exil în Ungaria, până la 22 octombrie 1916. La 20 noiembrie 1918 înființează naționala iar în 25 noiembrie alege delegații pentru marea unire.

## Activitatea politică
Participă la Marea Adunare Națională de la Alba Iulia ca delegat al cercului electoral Hațeg